# Rashi
Rashi er akronym for rabbi Shlomo Jitzchaki (ben Jitzchak) (1040–1105), der var forfatter til nogle af de mest benyttede Tanakh- og Talmudkommentarer. Hans Tora-kommentar var den første trykte bog på hebraisk (Rom, 1475).

## Livsforløb
Født i Frankrig, hvor han boede det meste af sit liv. Her ledte han en jeshiva i Troyes. De sidste år af sit liv tilbragte han i Worms, Tyskland, hvor han ligeledes ledte en jeshiva. Rashi blev i sit skrivearbejde hjulpet af tre døtre, der var så dygtige, at de også var i stand til selvstændigt at studere. Mindst en af dem skulle efter sigende have lagt tefillin.